# Lotte Reimers
Lotte Maria Reimers (* 23. April 1932 in Hamburg) ist eine deutsche Keramikerin.

## Leben
Reimers absolvierte ihr Abitur 1952 in Bad Gandersheim. Zunächst wollte sie Malerin werden, doch nachdem sie Jakob Wilhelm Hinder (1901–1976) mit seiner Wanderausstellung „Handwerkliche Webereien und Töpfereien“ kennengelernt hatte, zog sie ihre Bewerbung bei der Landeskunstschule in Hamburg wieder zurück. Stattdessen zog sie zehn Jahre lang mit Hinder durch 91 Orte in Westdeutschland.
1961 ließen sich Reimers und Hinder in der pfälzischen Kleinstadt Deidesheim nieder. Seit 1965 schuf sie hier ihre eigenen keramischen Gefäße. In der Pfalz gibt es viele Stoffe, die sie für ihre Arbeiten verwenden konnte, beispielsweise Weinrebaschen aus Deidesheim, Kalkstein aus der Lage Deidesheimer Kalkofen, Ton aus Eisenberg sowie Malachitgestein aus einer Höhle am Donnersberg.
Als Hinders Partnerin war sie 1961 Mitbegründerin des Museums für moderne Keramik, das bis 2005 existierte
Ihre 1996 gegründete Lotte Reimers-Stiftung hat das Ziel, die Kunstform der Keramik zu fördern. Bekannt ist Reimers nicht nur für ihre keramischen Arbeiten, sondern auch für ihre Fotografien und textilen Arbeiten.

## Auszeichnungen
- Staatspreis des Landes Rheinland-Pfalz (15. September 1976)[3]
- Verdienstorden des Landes Rheinland-Pfalz (1992)[4]
- Bundesverdienstkreuz am Bande (1999)[4]
- Barbarossasiegel der Stadt Kaiserslautern (23. Juli 2004)[5]
- Pfalzpreis für Kunsthandwerk, Lebenswerkpreis (2014)[6]
- Preis der Ike- und Berthold-Roland-Stiftung (23. April 2017)[7]
- Hannah-Höch-Ehrung der Stadt Gotha (2019)[8]